# 新大塚公園
新大塚公園（しんおおつかこうえん）は、東京都文京区大塚にある文京区立の公園である。

## 概要
公園付近には、文京区立音羽中学校や、跡見学園女子大学、跡見学園中学校・高等学校、貞静学園、筑波大学附属小学校、筑波大学附属中学校・高等学校など様々な学校があり、学生達の憩いの場となっている。公園内には、自由解放のグラウンドがあり、サッカーや野球などができる。その他、最新の遊具なども設置してあり、とても環境の整った公園である。他にも、公園内には沢山の桜の木があり、4月の桜開花シーズンには公園内にある沢山の桜が花を咲かしていて、とても綺麗である。桜が綺麗なことで、地元の町会などが桜まつりを開催している。毎週の金曜日には文京区立音羽中学校の生徒が公園内の清掃活動を行っている。

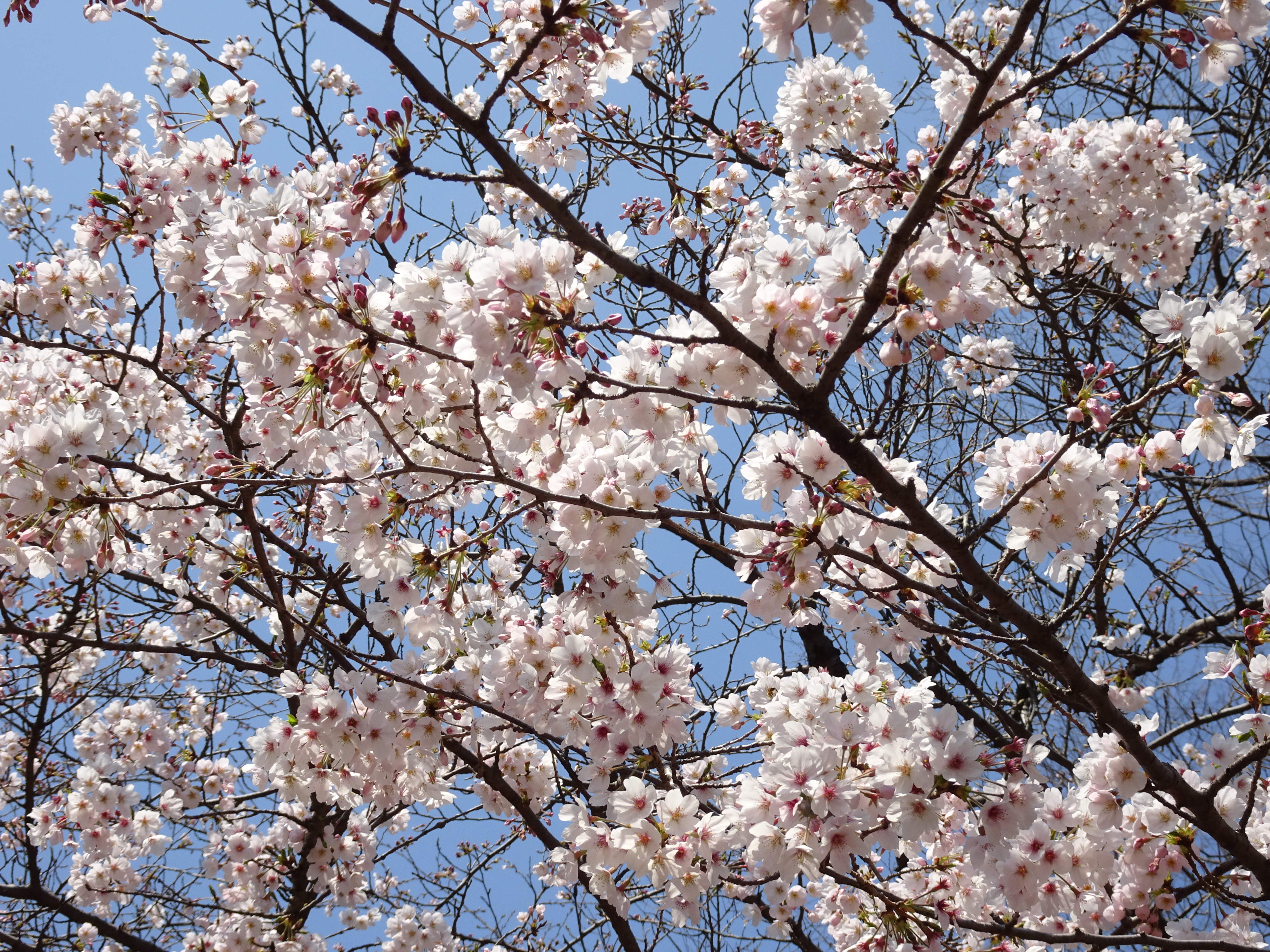
桜

### 要目
- 面積 - 5728m2
- 開園時間 - 常時
- 利用料金 - 無料

## 歴史
元々は普通の住宅街だったが、工事を行い、1965年11月1日に新大塚公園が誕生した。それから51年が経ち、2016年6月に公園再整備工事を開始した。2017年4月1日には、公園再整備工事のため休園していた新大塚公園がリニューアルオープンし、開園式が執り行われた。

### 沿革
- 1965年11月1日、文京区立新大塚公園開園。
- 2016年6月、公園再整備工事のため、半分ずつ区切り一時休園。
- 2017年3月、公園再整備工事の竣工。
- 2017年4月1日、リニューアルオープン。

## 廃止計画
2005年11月に行われた文京区教育委員会が提案している2007年から10年計画の「区立小・中学校の将来ビジョン」の説明会で、文京区立第五中学校と文京区立第七中学校を統合し、第七中学校跡地と文京区立教育センター跡地、そして新大塚公園に新しい中学校を建設することが示されていた。しかし、住民からの「あいまいな計画」「民への事前説明と情報の不足、街づくり・都市計画・環境への配慮はゼロ」「税金の無駄遣い」などの声があり、結局第七中学校跡地と文京区立教育センター跡地のみを利用して音羽中学校が建設された。

## 公園再設備工事
公園の遊具や、公衆トイレ、グラウンドのフェンスなどが老朽化してきていたため、2016年6月から公園再整備工事を行った。再設備工事内容な以下の通りである。

### 植栽
- 痛んでいる樹木や公園に調和しない樹木は撤去する。
- 裸地には花や香りを楽しめる植栽を施し、より彩り豊かな公園とする。
- グランドフェンスの足元に植栽しフェンスのボールあてを抑制する。
- グラウンド西側、南側に落葉樹を植えて日影をつくる。

### トイレ
- 男女別、だれでもトイレを設け、公園と調和したデザインとする。

### グラウンド
- 現状の形状を活かし、北西及び南東側の角は隅切りをする。

### 駐輪場
- 北側及び南東側の出入口へ設置する。
- 南東側の駐輪場のスペースを増やす。

### 外灯
- 暗いところをなくす。

この工事は約10ヶ月に及び、2017年4月1日にリニューアルオープンをした。

## 主な施設
- グラウンド
- 遊具
- 砂場
- 公衆トイレ

## 近隣施設
- 文京区立音羽中学校
- 跡見学園女子大学
- 跡見学園中学校・高等学校
- 貞静学園
- 筑波大学附属小学校
- 筑波大学附属高等学校

## 交通
- 東京メトロ丸ノ内線 茗荷谷駅より徒歩約7分。
- 文京区コミュニティバスBーぐる 19跡見女子大西門前より徒歩2分
- 文京区コミュニティバスBーぐる 24新大塚公園より徒歩1分

## 参考資料
- 文京区役所内サイト(新大塚公園)
- 文京区役所内サイト(区立公園一覧)
- 新大塚公園廃止計画
- 新大塚公園【文京区】再整備計画が2016年6月より開始
- 新大塚公園内設置掲示板